# Trần Kiềm
Trần Kiềm có tên đầy đủ là Trần Văn Kiềm (1932 – 1991) là họa sĩ thiết kế điện ảnh người Việt Nam, ông từng hai lần giành giải Thiết kế mỹ thuật xuất sắc hạng mục Phim truyện nhựa của Liên hoan phim Việt Nam.

## Cuộc đời
Trần Kiềm sinh năm 1932 tại xã Hòa Phú, huyện Châu Thành, tỉnh Long An. Ông tham gia cách mạng từ năm 15 tuổi và bắt đầu học hội họa từ năm 1951.
Trần Kiềm là học viên khóa 2 của Trường Mỹ thuật Việt Nam (khóa Tô Ngọc Vân) từ năm 1955 đến 1957. Ông được chọn theo học Học viện Điện ảnh Liên Xô (VGIK) từ năm 1957. Sau khi tốt nghiệp, ông về làm họa sĩ tại Xưởng phim truyện Việt Nam và sau này là Hãng phim Giải Phóng. Trong quá trình sản xuất bộ phim điện ảnh Chị Nhung, Trần Kiềm là người đã đưa ra đề nghị cho đạo diễn trẻ Đặng Nhật Minh lên làm đạo diễn thứ hai (đồng đạo diễn với Nguyễn Đức Hinh). Đây là trường hợp đặc biệt khi đề nghị này nhanh chóng được phê duyệt, trong khi theo quy chế thông thường các phó đạo diễn sẽ phải có vài năm kinh nghiệm mới được chấp nhận.
Trần Kiềm được Nhà nước Việt Nam phong tặng danh hiệu Nghệ sĩ Nhân dân. Ông là hội viên của Hội Mỹ thuật Việt Nam. Tưng làm Giám khảo một số kỳ Liên hoan phim Việt Nam và giảng dạy tại Trường Điện ảnh Việt Nam và Đại học Mỹ thuật Thành phố Hồ Chí Minh.
Tháng 3 năm 2009, Trần Kiềm được truy tặng Huân chương Lao động hạng Nhì.

## Giải thưởng

### Vinh danh
- Nghệ sĩ nhân dân
- Huân chương Lao động - Hạng II (2009)

## Giải thưởng
| Năm  | Giải thưởng                       | Hạng mục                   | Tác phẩm                         | Chú thích |
| ---- | --------------------------------- | -------------------------- | -------------------------------- | --------- |
| 1975 | Liên hoan phim Việt Nam lần thứ 3 | Thiết kế mỹ thuật xuất sắc | Em bé Hà Nội                     | [ 3 ]     |
| 1990 | Liên hoan phim Việt Nam lần thứ 9 | Thiết kế mỹ thuật xuất sắc | Chiến trường chia nửa vầng trăng | [ 2 ]     |

## Tác phẩm
- Lửa trung tuyến (1961)
- Chị Tư Hậu (1962)
- Hai người lính (1962)
- Người chiến sĩ trẻ (1963)
- Nguyễn Văn Trỗi (1966)
- Tiền tuyến gọi (1969)
- Chị Nhung (1970)
- Em bé Hà Nội (1974)
- Hòn Đất (1982)
- Chiến trường chia nửa vầng trăng (1990)
- Xương rồng đen (1991)[6]